# Drakulić
za druge pmene glej Drakulić (priimek)
Drakulić je naselje v mestu Banjaluka, Bosna in Hercegovina. 

## Deli naselja
Drakulić.

## Prebivalstvo
| Pregled števila prebivalcev po letih | Pregled števila prebivalcev po letih | Pregled števila prebivalcev po letih | Pregled števila prebivalcev po letih | Pregled števila prebivalcev po letih | Pregled števila prebivalcev po letih |
| ------------------------------------ | ------------------------------------ | ------------------------------------ | ------------------------------------ | ------------------------------------ | ------------------------------------ |
| 1948                                 | 1953                                 | 1961                                 | 1971                                 | 1981                                 | 1991                                 |
| -                                    | -                                    | 685                                  | 281                                  | 308                                  | 319                                  |

| Narodna sestava prebivalstva po letih                                                                                        | Narodna sestava prebivalstva po letih                                                                                         | Narodna sestava prebivalstva po letih                                                                                         |
| --- | --- | --- |
| 1971 | 1981 | 1991 |
| . skupaj: 281 Srbi 237 (84,34 %) Hrvati 39 (13,87 %) Muslimani 0 (0,00 %) Jugoslovani 0 (0,00 %) drugi in neznano 5 (1,77 %) | . skupaj: 308 Srbi 213 (69,15 %) Hrvati 5 (1,62 %) Muslimani 0 (0,00 %) Jugoslovani 70 (22,72 %) drugi in neznano 20 (6,49 %) | . skupaj: 319 Srbi 262 (82,13 %) Hrvati 36 (11,28 %) Muslimani 4 (1,25 %) Jugoslovani 15 (4,70 %) drugi in neznano 2 (0,62 %) |